# Schweizer Filmpreis/Bestes Drehbuch
Sämtliche Gewinner des Schweizer Filmpreises in der Kategorie Bestes Drehbuch werden hier aufgelistet. Der Preis wurde das erste Mal im Januar 2007 verliehen.
| Jahr | Preisträger                                            | für den Film                                     | Nominierungen |
| ---- | ------------------------------------------------------ | ------------------------------------------------ | --- |
| 2007 | Andrea Štaka                                           | Das Fräulein                                     | Niklaus Hilber für Cannabis Christoph Schaub für Jeune Homme Stina Werenfels für Nachbeben Fredi M. Murer für Vitus                                                                                         |
| 2008 | Jeanne Waltz                                           | Die Unsanfte                                     | Michael Finger für Bersten Micha Lewinsky für Der Freund Jacob Berger und Noémie Kocher für Ein Tag (1 Journée) Oliver Rihs, Michael Sauter, Thomas Hess, David Keller und Daniel Young für Schwarze Schafe |
| 2009 | Ursula Meier und Antoine Jaccoud                       | Home                                             | Stefan Jäger für Boxing Jesus Grischa Duncker, Thomas Hess und Christoph Schaub für Happy New Year |
| 2010 | Frédéric Mermoud                                       | Complices                                        | Martin Suter für Giulias Verschwinden Erik Bernasconi für Sinestesia |
| 2011 | Stéphanie Chuat und Véronique Reymond                  | Das kleine Zimmer (La petite chambre)            | Silvio Soldini für Was will ich mehr (Cosa voglio di più) Peter Luisi für Ein Sommersandtraum |
| 2012 | Rolando Colla und Pilar Anguita-Mackay                 | Sommerspiele                                     | Plinio Bachmann für Der Verdingbub Tim Fehlbaum für Hell |
| 2013 | Ursula Meier und Antoine Jaccoud                       | Winterdieb (L’enfant d’en haut)                  | Nicolas Wadimoff und Jacob Berger für Opération Libertad Marcel Gisler für Rosie |
| 2014 | Jasmine Hoch, Sabine Boss und Pedro Lenz               | Der Goalie bin ig                                | Lionel Baier und Julien Buissoux für Les grandes ondes (à l'ouest) Petra Volpe für Traumland |
| 2015 | Christian Felix, Urs Frey, Stefan Haupt und Ivan Madeo | Der Kreis                                        | Bruno Deville und Antoine Jaccoud für Bouboule Boris Treyer und Stina Werenfels für Dora oder die sexuellen Neurosen unserer Eltern                                                                         |
| 2016 | Micha Lewinsky                                         | Nichts passiert                                  | Esen Ișık für Köpek – Geschichten aus Istanbul Lionel Baier und Julien Bouissoux für La vanité |
| 2017 | Petra Volpe                                            | Die göttliche Ordnung                            | Frédéric Mermoud für Die Jägerin (Moka) Jacob Berger und Aude Py für Ein Jude als Exempel |
| 2018 | Lisa Brühlmann                                         | Blue My Mind                                     | Marcel Gisler und Thomas Hess für Mario Christine Repond für Vakuum |
| 2019 | Antoine Russbach                                       | Der Preis der Arbeit (Ceux qui travaillent)      | Simon Jaquemet für Der Unschuldige Thomas Meyer für Wolkenbruch |
| 2020 | Joanne Giger                                           | Das Flirren am Horizont (Le milieu de l’horizon) | Samir für Baghdad in my Shadow Plinio Bachmann, Barbara Sommer und Micha Lewinsky für Moskau Einfach! |
| 2021 | Stéphanie Chuat und Véronique Reymond                  | Schwesterlein                                    | Andrea Štaka für Mare Pierre Monnard für Platzspitzbaby |
| 2022 | Elie Grappe                                            | Olga                                             | Andreas Fontana für Azor Frédéric Baillif für La Mif |
| 2023 | Stéphanie Blanchoud, Ursula Meier und Antoine Jaccoud  | Die Linie                                        | Michael Koch für Drei Winter Cyril Schäublin für Unruh |
| 2024 | Elene Naveriani                                        | Blackbird Blackbird Blackberry                   | Peter Luisi und Beat Schlatter für Bon Schuur Ticino Frédéric Mermoud für Der Königsweg |
| 2025 | Ramon Zürcher                                          | Der Spatz im Kamin                               | Lætitia Dosch für Hundschuldig (Le procès du chien) Klaudia Reynicke für Reinas – Die Königinnen |